# Bremer Vulkan
Bremer Vulkan è stato un cantiere navale tedesco di Brema, fondato nel 1893, quando un gruppo di investitori rilevò un precedente cantiere che era stato aperto il 21 settembre 1805.
Nel corso della prima guerra mondiale vennero costruiti alcuni sommergibili della Kaiserliche Marine e nel corso della seconda guerra mondiale 74 sommergibili Tipo VII della Kriegsmarine. Il cantiere fu oggetto dei bombardamenti alleati nel corso del secondo conflitto mondiale e al termine della guerra venne utilizzato dai vincitori come campo di concentramento.
Dopo la guerra a partire dagli anni cinquanta vennero realizzati varie navi, passeggeri da carico e militari, tra cui alcune classi navali per la Bundesmarine e la Deutsche Marine.
In seguito a una bancarotta nel 1996, il cantiere nel 1997 è stato costretto alla chiusura.